# 比約恩·恩格斯
比约恩·利昂内尔·G·恩格斯（荷蘭語：Björn Lionel G. Engels；1994年9月15日—）是比利時的職業足球運動員，司職中後衛，現效力於比利時甲組聯賽A球會安特卫普。

## 榮譽

### 球會
布魯日
- 比利時盃 (1): 2014–15
- 比利時足球甲級聯賽 (1): 2015–16
- 比利時聯賽盃 (1): 2016

## 外部連結
- Belgium stats （页面存档备份，存于） at Belgian FA
- Soccerway資料庫：比約恩·恩格斯